# Wołodymyr Demczyszyn
Wołodymyr Wasylowycz Demczyszyn, ukr. Володимир Васильович Демчишин (ur. 12 listopada 1974 we Lwowie) – ukraiński menedżer, od 2014 do 2016 minister energetyki i przemysłu węglowego.

## Życiorys
Absolwent stosunków międzynarodowych na Lwowskim Uniwersytecie Państwowym. Kształcił się następnie na Europejskim Uniwersytecie Viadrina. Pracował m.in. jako główny ekonomista w przedsiębiorstwie Ernst & Young, wiceprezes zarządu ukraińskiego oddziału banku ING i dyrektor ds. inwestycji w koncernie Investment Capital Ukraine.
W 2014 stanął na czele rządowej Narodowej Komisji Regulacji Energetyki i Usług Komunalnych. W grudniu tego samego roku objął stanowisko ministra energetyki i przemysłu węglowego w drugim rządzie Arsenija Jaceniuka (z rekomendacji Bloku Petra Poroszenki). Funkcję tę pełnił do 14 kwietnia 2016.